# Jarmila Štuková
Jarmila Štuková (* 13. července 1979) je česká fotoreportérka a dokumentaristka žijící v Praze.

## Život a tvorba
Vystudovala DAMU, ale hned po absolutoriu se začala věnovat fotografii a reportážím. Od roku 2005 se zaměřuje na země sužované válečnými konflikty, chudobou či sociálními problémy.
Dokumentovala mimo jiné dětskou prostituci v Etiopii, zemětřesení na Haiti, kyselinové útoky v Indii, žehlení dívčích prsou v Kamerunu, násilí na ženách v Afghánistánu či válku s Islámským státem v Iráku a Sýrii.
Do Iráku se za poslední roky pravidelně vrací. Pracovala na tématu války s Islámským státem od jejího počátku až do konce. Pohybovala se nejen na frontových liniích, ale především v uprchlických táborech, nemocnicích a zdestruovaných městech.
Je autorkou fotografií úspěšné knihy věnované českým vojákům na zahraničních misích s názvem Ten druhý život. Spolupracovala na několika dokumentech – Ženy v zemi Tálibánu, Iráčanky, Nezlomené, S mámou v base, Máma z basy a televizních reportáží. Autorsky se podílela na mnoha spotech a fotografických kampaních, které poukazují na nelehký život handicapovaných z několika oblastí – ať už jde o paraolympioniky či popálené pacienty.
Třináctkrát získala ocenění v soutěži Czech Press Photo za fotografické soubory i videa.

## Získaná ocenění
- 2022 Czech Press Photo  - 1. cena, série fotografií, kategorie Každodenní život za soubor "Operace 18měsíční Yulie z Ukrajiny"[12]
- 2022 ANNUAL PHOTO AWARDS:2 Nature: Human impact and conservation: Honorable mention (Professional): Dogs are (not) Haram in Iraq[13]
- 2022 MONOCHROME AWARDS: sekce fotožurnalismus: Čestné uznání 2022 (Professional)[14]
- 2020 Czech Press Photo - 3. cena, série fotografií, kategorie Reportáž za soubor Váleční koně v Sýrii
- 2019 Czech Press Photo - Videosekce – první cena v kategorii Aktualita a reportáž za kreativní reportáž Aleppo znovu otevřeno (společně s Andrejem Štukem)
- 2018 Czech Press Photo – Videosekce – první cena v kategorii Aktualita a reportáž za kreativní reportáž Tři kamarádi[15] (společně s Andrejem Štukem)
- 2017 Czech Press Photo – Videosekce – první cena v kategorii Aktualita za reportáž Selfie z války[16]
- 2016 Czech Press Photo – 1.cena, série fotografií, kategorie Každodenní život Jessiky horké kamerunské noci[17] (noční život prostitutky v Kamerunu)
- 2015 Czech Press Photo – Videosekce – čestné uznání za online aktualita a reportáž Dvě kapsy jedněch kalhot[18] (společně s Andrejem Štukem)
- 2015 Czech Press Photo – Videosekce – první cena za feature Nezlomené[19] (společně s Lenkou Klicperovou, Olgou Šilhovou a Markétou Kutilovou)
- 2015 Czech Press Photo – Cena UNHCR – Uprchlíkem v iráckém Irbílu (společně s Lenkou Klicperovou)
- 2014 Czech Press Photo – 1. cena (spolu s Lenkou Klicperovou), video, kategorie Online feature – Like a virgin[20] (burnëshe neboli virginy z Balkánu – ženy, které žijí celý život jako muži)
- 2014 Czech Press Photo – 1. cena (spolu s Andrejem Štukem), video, kategorie Online aktualita a reportáž – Kabul Boys[21] (život mladých chlapců věnujících se parkouru v Afghánistánu)
- 2010 Czech Press Photo – 1. cena, kategorie Reportáž – Život po zemětřesení[2] (fotoreportáž ze zemětřesení na Haiti)
- 2010 Czech Press Photo – Cena diváků – Život po zemětřesení[22] (fotoreportáž ze zemětřesení na Haiti)
- 2009 Czech Press Photo – Čestné uznání, série, kategorie Každodenní život – Utopeni v soli[23] (dělníci vulkanického kráteru El Sod v jižní Etiopii)

#### Rozhovory
- Znásilňování i vraždění. V Etiopii řeší válku na severu, ne koronavirus, říká Štuková (DVTV / 24.3.2021)
- Jarmila Štuková, fotografka (rozhlas.cz / 30.10.2020)
- Při focení v Sýrii či Afghánistánu je důležitá empatie a schopnost zapadnout (iROZHLAS / 23.5.2020)
- Na násilí si nikdy nezvyknu, říká fotoreportérka Jarmila Štuková (idnes.cz / 27.1.2020)
- Válka v Iráku skončila, ale země má stále mnoho problémů (rozhovor na ČRo 2 / 24.8.2018)
- Dětství bez pohádky (časopis Téma / 24.8.2018)
- Život ve válečných zónách je pravdivější, říká fotografka a dokumentaristka Štuková (HN)
- Pešmergové proti islámskému státu (DVTV)
- Fotila breakdance v pásmu Gazy i rappery z Ugandy (Žena)
- Jezídky nám vyprávěly o denním znásilňování Islámským státem (DVTV)\
- Rozhovor v rádiu Tapin (YouTube)
- Syřané nás brali jako hermafrodity (Týden)